# Summer of Darkness
Summer of Darkness è il secondo album della band christian metal statunitense Demon Hunter, pubblicato il 4 maggio 2004 dalla Solid State.

## Tracce
1. Not Ready to Die – 5:05
2. The Awakening – 4:11
3. Beheaded (feat. Mike Williams of The Agony Scene) – 3:14
4. My Heartstrings Come Undone – 4:38
5. Our Faces Fall Apart (feat. Howard Jones of Killswitch Engage) – 4:52
6. Less Than Nothing – 2:57
7. Summer of Darkness – 3:10
8. Beauty Through the Eyes of a Predator (feat. Brock Lindow of 36 Crazyfists) – 5:32
9. Annihilate the Corrupt – 4:09
10. I Play Dead – 5:20
11. Everything Was White – 3:54
12. Coffin Builder (feat. Trevor McNevan of Thousand Foot Krutch) – 4:01
13. The Latest and the Last – 3:42

## Singoli
- "Not Ready to Die" -
- "My Heartstrings Come Undone"
- "I Play Dead"

## Crediti
- Aaron Mlasko - tecnico batteria
- Brandon Ebel - produttore esecutivo
- Aaron Sprinkle - produttore
- Zach Hodges - assistente del produttore
- J.R. McNeely - mixer
- Jeff Gros - fotografia
- Latif Tayour - assistente del mixer
- Phil Peterson - strings
- Tim Harmon - ingegnere della batteria
- Troy Glessner - masterizzazione
- Tyson Paoletti - A&R